# Catunaregam nutans
Catunaregam nutans là một loài thực vật có hoa trong họ Thiến thảo. Loài này được (Roxb.) Tirveng. mô tả khoa học đầu tiên năm 1983.